# 2006-os labdarúgó-világbajnokság-selejtező (UEFA – 5. csoport)
A 2006-os labdarúgó-világbajnokság európai 5. selejtezőcsoportjának mérkőzéseit, és a csoport végeredményét tartalmazó lapja. A csoportban körmérkőzéses, oda-visszavágós rendszerben játszottak egymással a labdarúgó-válogatottak. A csoportelső automatikus résztvevője lett a 2006-os labdarúgó-világbajnokságnak.
A csoportban Fehéroroszország, Moldova, Norvégia, Olaszország, Skócia és Szlovénia szerepelt.
A csoportot Olaszország nyerte és kijutott a 2006-os világbajnokságra, míg Norvégia szerezte meg a második helyet és játszhatott pótselejtezőt. 

## Tabella
| Hely. | Csapat           | M  | Gy | D | V | G+ | G– | Gk  | P  | Továbbjutás                         |     | Olaszország | Norvégia | Skócia | Szlovénia | Fehéroroszország | Moldova |
| ----- | ---------------- | -- | -- | - | - | -- | -- | --- | -- | ----------------------------------- | --- | ----------- | -------- | ------ | --------- | ---------------- | ------- |
| 1.    | Olaszország      | 10 | 7  | 2 | 1 | 17 | 8  | +9  | 23 | Kijutott a 2006-os világbajnokságra |     | —           | 2–1      | 2–0    | 1–0       | 4–3              | 2–1     |
| 2.    | Norvégia         | 10 | 5  | 3 | 2 | 12 | 7  | +5  | 18 | Továbbjutott a második fordulóba    |     | 0–0         | —        | 1–2    | 3–0       | 1–1              | 1–0     |
| 3.    | Skócia           | 10 | 3  | 4 | 3 | 9  | 7  | +2  | 13 |                                     |     | 1–1         | 0–1      | —      | 0–0       | 0–1              | 2–0     |
| 4.    | Szlovénia        | 10 | 3  | 3 | 4 | 10 | 13 | −3  | 12 |                                     | 1–0 | 2–3         | 0–3      | —      | 1–1       | 3–0              |         |
| 5.    | Fehéroroszország | 10 | 2  | 4 | 4 | 12 | 14 | −2  | 10 |                                     | 1–4 | 0–1         | 0–0      | 1–1    | —         | 4–0              |         |
| 6.    | Moldova          | 10 | 1  | 2 | 7 | 5  | 16 | −11 | 5  |                                     | 0–1 | 0–0         | 1–1      | 1–2    | 2–0       | —                |         |

## Mérkőzések
| 2004. szeptember 4. 20:15 |

| Szlovénia           | 3–0         | Moldova |
| ------------------- | ----------- | ------- |
| Ačimovič 5' 27' 48' | Jegyzőkönyv |         |

| Arena Petrol, Celje Nézőszám: 3,620 Játékvezető: Jouni Hyytiä (finn) |

| 2004. szeptember 4. 20:45 |

| Olaszország          | 2–1         | Norvégia |
| -------------------- | ----------- | -------- |
| De Rossi 4' Toni 80' | Jegyzőkönyv | Carew 1' |

| Stadio Renzo Barbera, Palermo Nézőszám: 21,463 Játékvezető: Alain Sars (francia) |

| 2004. szeptember 8. 20:00 |

| Skócia | 0–0         | Szlovénia |
| ------ | ----------- | --------- |
|        | Jegyzőkönyv |           |

| Hampden Park, Glasgow Nézőszám: 38,279 Játékvezető: Claus Bo Larsen (dán) |

| 2004. szeptember 8. 20:00 |

| Norvégia   | 1–1         | Fehéroroszország |
| ---------- | ----------- | ---------------- |
| Riseth 39' | Jegyzőkönyv | Kutuzov 78'      |

| Ullevaal Stadion, Oslo Nézőszám: 25,272 Játékvezető: Paulo Costa (portugál) |

| 2004. szeptember 8. 21:45 |

| Moldova | 0–1         | Olaszország   |
| ------- | ----------- | ------------- |
|         | Jegyzőkönyv | Del Piero 32' |

| Stadionul Republican, Chișinău Nézőszám: 5,200 Játékvezető: Michal Beneš (cseh) |

| 2004. október 9. 15:00 |

| Skócia | 0–1         | Norvégia               |
| ------ | ----------- | ---------------------- |
|        | Jegyzőkönyv | Iversen 54' (11-esből) |

| Hampden Park, Glasgow Nézőszám: 51,000 Játékvezető: Paul Allaerts (belga) |

| 2004. október 9. 19:00 |

| Fehéroroszország                                         | 4–0         | Moldova |
| -------------------------------------------------------- | ----------- | ------- |
| Ameljancsuk 45' Kutuzov 65' Buliha 75' Ramascsanka 90+1' | Jegyzőkönyv |         |

| Dinama Stadion, Minszk Nézőszám: 21,000 Játékvezető: Selçuk Dereli (török) |

| 2004. október 9. 21:00 |

| Szlovénia | 1–0         | Olaszország |
| --------- | ----------- | ----------- |
| Cesar 82' | Jegyzőkönyv |             |

| Arena Petrol, Celje Nézőszám: 9,262 Játékvezető: Frank De Bleeckere (belga) |

| 2004. október 13. 19:00 |

| Norvégia                           | 3–0         | Szlovénia |
| ---------------------------------- | ----------- | --------- |
| Carew 7' Pedersen 60' Ødegaard 89' | Jegyzőkönyv |           |

| Ullevaal Stadion, Oslo Nézőszám: 24,907 Játékvezető: Valentyin Ivanov (orosz) |

| 2004. október 13. 21:00 |

| Moldova  | 1–1         | Skócia       |
| -------- | ----------- | ------------ |
| Dadu 28' | Jegyzőkönyv | Thompson 31' |

| Stadionul Republican, Chișinău Nézőszám: 7,000 Játékvezető: Kristinn Jakobsson (izlandi) |

| 2004. október 13. 21:00 |

| Olaszország                                  | 4–3         | Fehéroroszország           |
| -------------------------------------------- | ----------- | -------------------------- |
| Totti 26' 11' 74' De Rossi 32' Gilardino 86' | Jegyzőkönyv | Ramascsanka 52' Buliha 76' |

| Stadio Ennio Tardini, Parma Nézőszám: 19,833 Játékvezető: Carlos Megía Dávila (spanyol) |

| 2005. március 26. 20:45 |

| Olaszország   | 2–0         | Skócia |
| ------------- | ----------- | ------ |
| Pirlo 35' 84' | Jegyzőkönyv |        |

| Stadio Giuseppe Meazza, Milánó Nézőszám: 40,745 Játékvezető: Kírosz Vasszárasz (görög) |

| 2005. március 30. 20:15 |

| Szlovénia | 1–1         | Fehéroroszország |
| --------- | ----------- | ---------------- |
| Rodić 44' | Jegyzőkönyv | Kulcshij 49'     |

| Arena Petrol, Celje Nézőszám: 6,450 Játékvezető: Halíl al-Gamdi (Szaúd-arábiai) |

| 2005. március 30. 20:45 |

| Moldova | 0–0         | Norvégia |
| ------- | ----------- | -------- |
|         | Jegyzőkönyv |          |

| Stadionul Republican, Chișinău Nézőszám: 5,000 Játékvezető: Florian Meyer (német) |

| 2005. június 4. 15:00 |

| Skócia                  | 2–0         | Moldova |
| ----------------------- | ----------- | ------- |
| Dailly 52' McFadden 88' | Jegyzőkönyv |         |

| Hampden Park, Glasgow Nézőszám: 45,317 Játékvezető: Eric Braamhaar (norvég) |

| 2005. június 4. 20:00 |

| Fehéroroszország | 1–1         | Szlovénia |
| ---------------- | ----------- | --------- |
| Bjalkevics 18'   | Jegyzőkönyv | Čeh 17'   |

| Dinama Stadion, Minszk Nézőszám: 29,042 Játékvezető: Martin Hansson (svéd) |

| 2005. június 4. 20:30 |

| Norvégia | 0–0         | Olaszország |
| -------- | ----------- | ----------- |
|          | Jegyzőkönyv |             |

| Ullevaal Stadion, Oslo Nézőszám: 24,829 Játékvezető: Manuel Mejuto González (spanyol) |

| 2005. június 8. 21:00 |

| Fehéroroszország | 0–0         | Skócia |
| ---------------- | ----------- | ------ |
|                  | Jegyzőkönyv |        |

| Dinama Stadion, Minszk Nézőszám: 28,287 Játékvezető: Olegário Benquerença (portugál) |

| 2005. szeptember 3. 17:30 |

| Skócia     | 1–1         | Olaszország |
| ---------- | ----------- | ----------- |
| Miller 13' | Jegyzőkönyv | Grosso 75'  |

| Hampden Park, Glasgow Nézőszám: 50,185 Játékvezető: Ľuboš Micheľ (szlovák) |

| 2005. szeptember 3. 19:00 |

| Moldova          | 2–0         | Fehéroroszország |
| ---------------- | ----------- | ---------------- |
| Rogaciov 17' 49' | Jegyzőkönyv |                  |

| Stadionul Republican, Chișinău Nézőszám: 5,000 Játékvezető: Laurent Duhamel (francia) |

| 2005. szeptember 3. 20:45 |

| Szlovénia               | 2–3         | Norvégia                              |
| ----------------------- | ----------- | ------------------------------------- |
| Cimirotič 4' Žlogar 83' | Jegyzőkönyv | Carew 3' Lundekvam 23' Pedersen 90+2' |

| Arena Petrol, Celje Nézőszám: 10,055 Játékvezető: Luis Medina Cantalejo (spanyol) |

| 2005. szeptember 7. 19:00 |

| Norvégia | 1–2         | Skócia         |
| -------- | ----------- | -------------- |
| Årst 89' | Jegyzőkönyv | Miller 20' 30' |

| Ullevaal Stadion, Oslo Nézőszám: 24,904 Játékvezető: Alain Hamer (luxemburgi) |

| 2005. szeptember 7. 20:00 |

| Fehéroroszország | 1–4         | Olaszország                    |
| ---------------- | ----------- | ------------------------------ |
| Kutuzov 4'       | Jegyzőkönyv | Toni 6' 13' 55' Camoranesi 45' |

| Dinama Stadion, Minszk Nézőszám: 30,299 Játékvezető: René Temmink (holland) |

| 2005. szeptember 7. 21:15 |

| Moldova      | 1–2         | Szlovénia             |
| ------------ | ----------- | --------------------- |
| Rogaciov 31' | Jegyzőkönyv | Lavrič 47' Mavrič 58' |

| Stadionul Republican, Chișinău Nézőszám: 7,200 Játékvezető: Jurij Baszkakov (orosz) |

| 2005. október 8. 15:00 |

| Skócia | 0–1         | Fehéroroszország |
| ------ | ----------- | ---------------- |
|        | Jegyzőkönyv | Kutuzov 5'       |

| Hampden Park, Glasgow Nézőszám: 51,105 Játékvezető: Szabó Zsolt (magyar) |

| 2005. október 8. 20:15 |

| Norvégia      | 1–0         | Moldova |
| ------------- | ----------- | ------- |
| Rushfeldt 50' | Jegyzőkönyv |         |

| Ullevaal Stadion, Oslo Nézőszám: 23,409 Játékvezető: Steve Bennett (angol) |

| 2005. október 8. 21:00 |

| Olaszország  | 1–0         | Szlovénia |
| ------------ | ----------- | --------- |
| Zaccardo 78' | Jegyzőkönyv |           |

| Stadio Renzo Barbera, Palermo Nézőszám: 19,123 Játékvezető: Éric Poulat (francia) |

| 2005. október 12. 20:30 |

| Olaszország             | 2–1         | Moldova    |
| ----------------------- | ----------- | ---------- |
| Vieri 70' Gilardino 85' | Jegyzőkönyv | Gațcan 76' |

| Stadio Via del Mare, Lecce Nézőszám: 28,160 Játékvezető: Olegário Benquerença (portugál) |

| 2005. október 12. 20:30 |

| Szlovénia | 0–3         | Skócia                               |
| --------- | ----------- | ------------------------------------ |
|           | Jegyzőkönyv | Fletcher 4' McFadden 47' Hartley 84' |

| Arena Petrol, Celje Nézőszám: 9,100 Játékvezető: René Temmink (holland) |

| 2005. október 12. 21:30 |

| Fehéroroszország | 0–1         | Norvégia    |
| ---------------- | ----------- | ----------- |
|                  | Jegyzőkönyv | Helstad 74' |

| Dinama Stadion, Minszk Nézőszám: 13,222 Játékvezető: Konrad Plautz (osztrák) |

## Góllövőlista
| 4 gólos - Vitalij Kutuzov - Luca Toni 3 gólos - Makszim Ramascsanka - Serghei Rogaciov - John Carew - Kenny Miller - Milenko Ačimovič 2 gólos - Vital Buliha - Daniele De Rossi - Alberto Gilardino - Andrea Pirlo - Francesco Totti - Morten Gamst Pedersen - James McFadden 1 gólos - Valjancin Bjalkevics - Aljakszandr Kulcshij - Szjarhej Ameljancsuk | - Mauro Camoranesi - Alessandro Del Piero - Fabio Grosso - Christian Vieri - Cristian Zaccardo - Serghei Dadu - Alexandru Gațcan - Thorstein Helstad - Steffen Iversen - Claus Lundekvam - Vidar Riseth - Sigurd Rushfeldt - Alexander Ødegaard - Ole Martin Årst - Christian Dailly - Darren Fletcher - Paul Hartley - Steven Thompson - Nastja Čeh - Boštjan Cesar - Sebastjan Cimirotič - Klemen Lavrič - Matej Mavrič - Aleksander Rodić - Anton Žlogar |